# 柔道整復師国家試験
柔道整復師国家試験（じゅうどうせいふくしこっかしけん）とは、柔道整復師の資格を取得するための試験である。
柔道整復師法第10条に基づいて行われる。厚生労働省医政局監修。試験の実施に関する事務は、厚生労働大臣の委任を受けた公益財団法人柔道整復研修試験財団が行う。1993年（平成5年）に第1回の柔道整復師国家試験が実施され、毎年1回の試験が行われている。

## 受験資格
- （1）学校教育法（昭和22年法律第26号）第90条第1項の規定により大学に入学することができる者（法第12条第1項の規定により文部科学大臣の指定した学校が大学である場合において、当該大学が学校教育法第90条第2項の規定により当該大学に入学させた者又は法附則第11項の規定により学校教育法第90条第1項の規定により大学に入学することができる者とみなされる者を含む。）で、3年以上、文部科学省令・厚生労働省令で定める基準に適合するものとして、文部科学大臣の指定した学校又は都道府県知事の指定した柔道整復師養成施設において柔道整復師となるのに必要な知識及び技能を修得した者（その年の指定する日までに修業し、又は卒業する見込みの者を含む。）。

- （2）柔道整復師法の一部を改正する法律（昭和63年法律第72号。以下「改正法」という。）の施行の際（平成2年4月1日）現に改正法による改正前の法第12条の規定により文部大臣の指定した学校又は厚生大臣の指定した柔道整復師養成施設において同条に規定する知識及び技能の修得を終えている者並びに改正法施行の際現に当該学校又は柔道整復師養成施設において当該知識及び技能を修得中の者であって改正法施行後にその修得を終えた者。

## 試験日・合格発表日
- 試験日
  - 例年3月上旬の日曜

- 合格発表日
  - 例年3月下旬

## 試験地
北海道、宮城県、東京都、石川県、愛知県、大阪府、広島県、香川県、福岡県、沖縄県

## 試験科目
1. 解剖学
2. 生理学
3. 運動学
4. 病理学概論
5. 衛生学・公衆衛生学
6. 一般臨床医学
7. 外科学概論
8. 整形外科学
9. リハビリテーション医学
10. 柔道整復理論
11. 関係法規

## 出題形式
全230問の出題で、四肢択一及び一部四肢択二（X2問題）の問題に対し、マークシートで解答する形式である。
試験時間及び出題数は、午前に120問を2時間30分(150分)、午後に110問を2時間30分(同)の都合5時間(300分)である。
午前は、必修問題（全科目計30問）、一般問題として解剖学、生理学、運動学、病理学概論、衛生学・公衆衛生学の90問の合計120問
午後は、一般問題として関係法規、リハビリテーション医学、一般臨床医学、外科学概論、整形外科学、柔道整復理論の110問が行われる。
2020年に実施された第28回柔道整復師国家試験より、必修50問、一般200問の全250問の出題に変更となる。

## 合格基準
合格基準および参考解答例については合格発表時に掲示される。
合格ラインは、一般問題の6割以上、必修問題の8割以上をとることが要求される。
250問全てが有効な問題（いわゆる「不適切問題が存在しない」）の場合、必修40点以上、一般120点以上、計160点以上の得点が合格に求められる。

## 受験者数と合格率
平成24年度の第21回柔道整復師国家試験では、受験者数6503名に対して、合格者数は4438名。合格率は68.2%（平成23年の77.4％から9.2ポイント低下し過去10年で最低）。新卒受験者は5073名に対して、合格者数は4244名。新卒の合格率は83.7％であった。
外部リンクの「柔整ホットニュース」に、学校別合格者状況が掲載されている。